# Liste der Naturdenkmale in Ronshausen
Die Liste der Naturdenkmale in Ronshausen nennt die im Gebiet der Gemeinde Ronshausen im Landkreis Hersfeld-Rotenburg in Hessen gelegenen Naturdenkmale.

## Naturdenkmale
| Bild            | Bezeichnung             | Ortsteil, Lage                             | Beschreibung               | Art      | Nr.     |
| --------------- | ----------------------- | ------------------------------------------ | -------------------------- | -------- | ------- |
| BW              | Buche (Fagus sylvatica) | Machtlos 50° 57′ 50,8″ N, 9° 52′ 14″ O     | Eine Buche (Dicke Buche)   | Rotbuche | 3632800 |
| BW              | Eiche (Quercus)         | Machtlos 50° 57′ 46,1″ N, 9° 53′ 41,5″ O   | Eine Eiche (Bismarckeiche) | Eiche    | 3632801 |
| Fotos hochladen | Linden (Tilia)          | Machtlos 50° 58′ 14,3″ N, 9° 53′ 40,5″ O   | Fünf Linden                | Linde    | 3632802 |
| BW              | Eiche (Quercus)         | Machtlos 50° 57′ 35,2″ N, 9° 52′ 27,8″ O   | Eine Eiche (Friedenseiche) | Eiche    | 3632803 |
| BW              | Eiche (Quercus)         | Ronshausen 50° 56′ 46,2″ N, 9° 52′ 35,6″ O | Eine Eiche                 | Eiche    | 3632804 |
| BW              | Eiche (Quercus)         | Ronshausen 50° 57′ 13″ N, 9° 53′ 42,2″ O   | Eine Eiche (Rinaldoeiche)  | Eiche    | 3632805 |
| BW              | Eiche (Quercus)         | Ronshausen 50° 57′ 8,8″ N, 9° 51′ 26,4″ O  | Eine Eiche (Das Bäumchen)  | Eiche    | 3632806 |
| BW              | Linde (Tilia)           | Ronshausen 50° 56′ 55,1″ N, 9° 51′ 36,2″ O | Eine Linde                 | Linde    | 3632807 |
| BW              | Linde (Tilia)           | Ronshausen 50° 56′ 53,1″ N, 9° 51′ 40,6″ O | Eine Linde                 | Linde    | 3632808 |
| BW              | Eiche (Quercus)         | Ronshausen 50° 57′ 15,5″ N, 9° 53′ 6,5″ O  | Eine Eiche (Wilhelmseiche) | Eiche    | 3632809 |